# Parco nazionale del monte Elgon
Il Parco nazionale del monte Elgon è un'area naturale protetta che interessa parte del monte Elgon al confine fra Kenya ed Uganda. In effetti si tratta di due parchi nazionali distinti aventi lo stesso nome (Mount Elgon National Park) ma gestiti da due diverse amministrazioni, la  Uganda Wildlife Authority (UWA) sul lato ugandese e il Kenya Wildlife Service (KWS) sul lato keniano.

## Storia
Sul versante ugandese, la foresta del Monte Elgon è stata formalizzata come riserva dal Dipartimento forestale nel 1937 con il nome di Mount Elgon Crown Forest, poi nel 1948 è stato cambiato nome in riserva forestale e nel 1951 è diventata riserva di protezione delimitata.
Quando la foresta fu delimitata per la prima volta, le comunità locali di Sabiny e Bagisu vivevano e coltivavano all'interno della riserva. Questo portò negli anni '40 fino ai primi anni '60 l'amministrazione del protettorato coloniale britannico a dover gestire una serie di controversie a fronte delle quali furono fatte asportazioni di terra dalla riserva e rilasciate licenze per controllare le coltivazioni piuttosto che espellere le persone dall'area. Dopo l'indipendenza, durante gli anni '70 e '80, il dipartimento forestale non fu in grado di gestire la situazione a causa dell'instabilità politica.
Questo ha provocato violazioni diffuse che alla fine degli anni '80 avevano determinato la distruzione dei due terzi della foresta pluviale montana. Tra la fine degli anni '80 e l'inizio degli anni '90, i confini della riserva forestale sono stati ridisegnati più volte e la gestione dell'area protetta è stata rilevata dall'Uganda Wildlife Authority. Nel 1992 il nome di Forest Park (assegnato negli anni '80) fu cambiato in Conservation Forests e finalmente nel 1993 la foresta del monte Elgon è stata ufficialmente dichiarata Parco Nazionale con il nome di Mount Elgon National Park.
Sul lato keniano la storia è leggermente diversa poiché grandi parti delle terre agricole circostanti il monte Elgon furono alienate dall'amministrazione coloniale britannica per concedere insediamenti e sviluppo agricolo su larga scala da parte degli europei, e successivamente da veterani dell'esercito dell'Africa orientale. Parti del Monte Elgon furono considerate una riserva forestale del governo nel 1932 con conseguente rilocazione degli indigeni. Questo ha portato a rivendicazioni da parte degli sfollati che si sono protratte per lungo tempo. Il governo nazionale post-indipendenza ha implementato diversi schemi di riassegnazione delle terre, che sono stratai tuttavia mal gestiti e non esenti da corruzione. Il parco nazionale del monte Elgon (che riguarda solo una piccola parte del versante keniota) è stato formalmente definito nel 1968. Il parco è attualmente gestito dal  Kenya Wildlife Service .

## Territorio

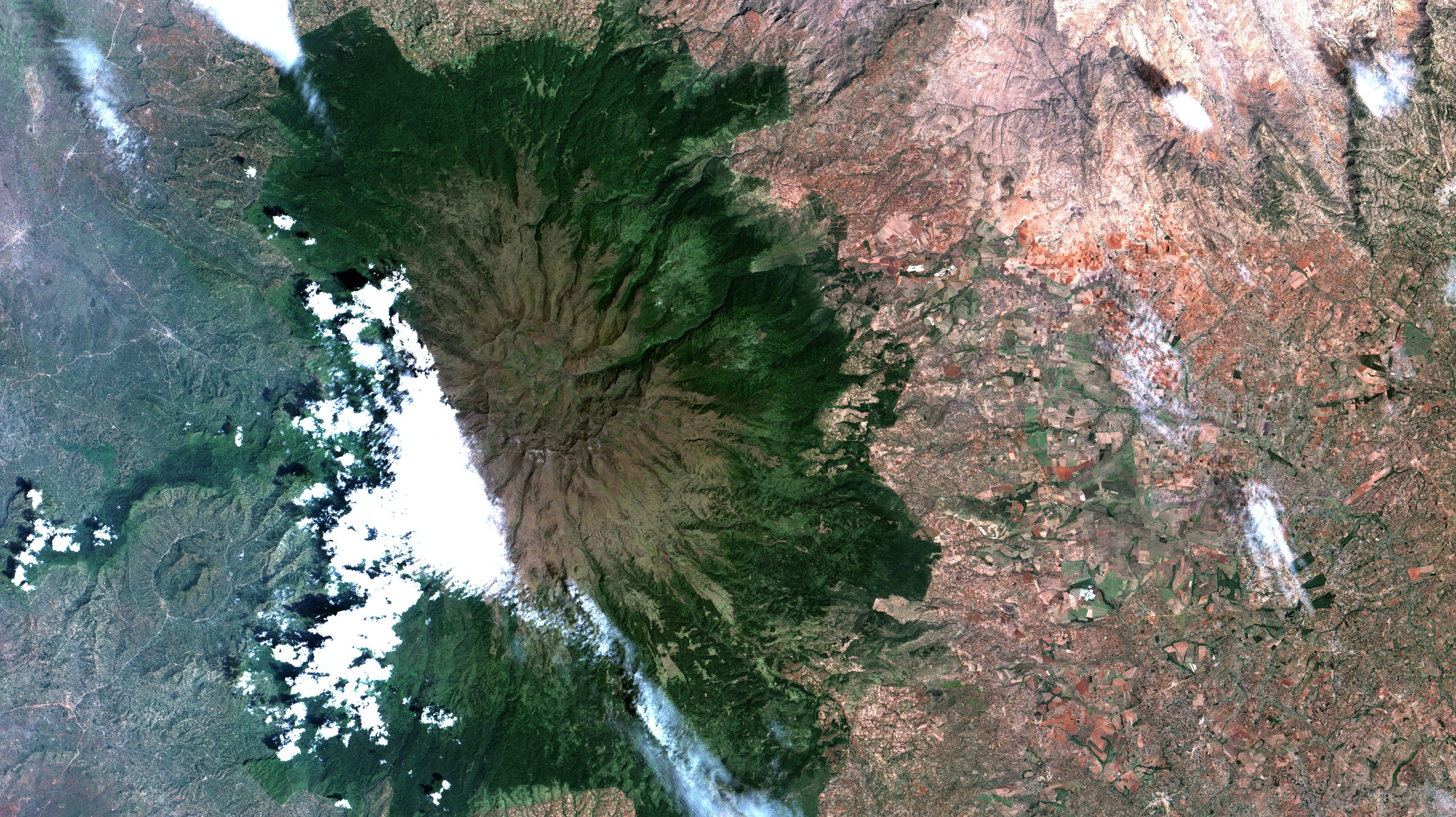
Monte Elgon visto dal satellite (6 gennaio 2019)

Il monte Elgon è un vulcano spento con uno dei più grandi crateri del mondo largo circa 8 km. Il bordo del cratere arriva ad un'altitudine di 4.321 m sul livello del mare, ma a causa della grande area basale della montagna la pendenza complessiva è del 4%, conferendo alla montagna un profilo inclinato molto dolce. L'ecosistema del monte Elgon occupa un'area di circa 2.000 km² nel bacino del lago Vittoria fra il Kenya occidentale e l'Uganda orientale.
Il parco nazionale del monte Elgon ha una superficie totale di 1.279,0 km², di cui 1.110,0 km² per il parco nazionale dell'Uganda e 169,0 km² per il corrispondente parco del Kenya.
Il parco nazionale sul lato Ugandese copre in effetti quasi tutto l'ecosistema del Monte Elgon dal quel lato del confine, mentre il parco sul lato Keniano copre solo una piccola parte di esso nella zona di Endebess nella contea di Trans-Nzoia. Sul lato keniano vi sono tuttavia delle altre aree protette che coprono una larga fetta del vesante est nel monte Elgon, anche se con forme di protezione meno stringenti. Si tratta della Riserva forestale del monte Elgon (730,89 km²) e della Riserva nazionale di Chepkitale (178,2 km²).
Nel 2001 l'UNESCO propose di nominare l'ecosistema del monte Elgon come Riserva transfrontaliera della biosfera (Transboundary Biosphere Reserve (TBR)) attraverso0 la cooperazione delle due nazioni confinanti. Successivamente l'ecosistema del Monte Elgon sul versante keniota è stato dichiarato Riserva della Biosfera dall'UNESCO nel 2003, mentre la Riserva della Biosfera sul versante ugandese è stata nominata nel 2005.
Le Riserve della Biosfera comprendono tre zone che sono la zona centrale, la zona cuscinetto e la zona di transizione. All'interno della zona centrale della Riserva della Biosfera del monte Elgon ci sono cinque aree protette, vale a dire il Parco nazionale del Monte Elgon gestito dall'Uganda Wildlife Authority, la Namatale Central Forest Reserve gestita dalla National Forestry Authority in Uganda, il Parco nazionale del monte Elgon gestito dal Kenya Wildlife Service, la Mount Elgon Forest Reserve gestita da Kenya Forest Service) e la Chepkitale National Reserve gestita da Mount Elgon County Council e KWS in Kenya. Dal punto di vista dei confini amministrativi l'ecosistema del monte Elgon ricade sotto le due contee di Bungoma e Trans Nzoia in Kenya, mentre in Uganda interessa otto distretti, vale a dire Kapchorwa, Kween, Sironko, Bulambuli, Mbale, Manafwa, Bududa e Bukwo.
Tutta la zona del monte Elgon è importante per la conservazione degli uccelli. Ci sono pertanto due IBA, una sul lato keniota e una sul lato ugandese.
In termini di ecosistemi, l'area del parco al di sopra del limite dei 3.500 m sul livello del mare fa parte della ecoregione delle Brughiere montane dell'Africa orientale (Praterie e boscaglie montane), mentre l'area al di sotto di detto limite fa parte della regione delle Foreste montane dell'Africa orientale (Foresta pluviale tropicale).
Le precipitazioni sul monte Elgon variano da 1.500 a 2.500 mm all'anno. Le posizioni a media altitudine tendono a ricevere più precipitazioni rispetto alle altitudini inferiori o alla vetta. Il clima è da umido a moderato secco. La stagione secca va da dicembre a marzo. La stagione delle piogge è doppia con i mesi più umidi che cadono tra marzo e ottobre. Le temperature medie massime e minime sono rispettivamente di 23 °C e 15 °C.

## Flora

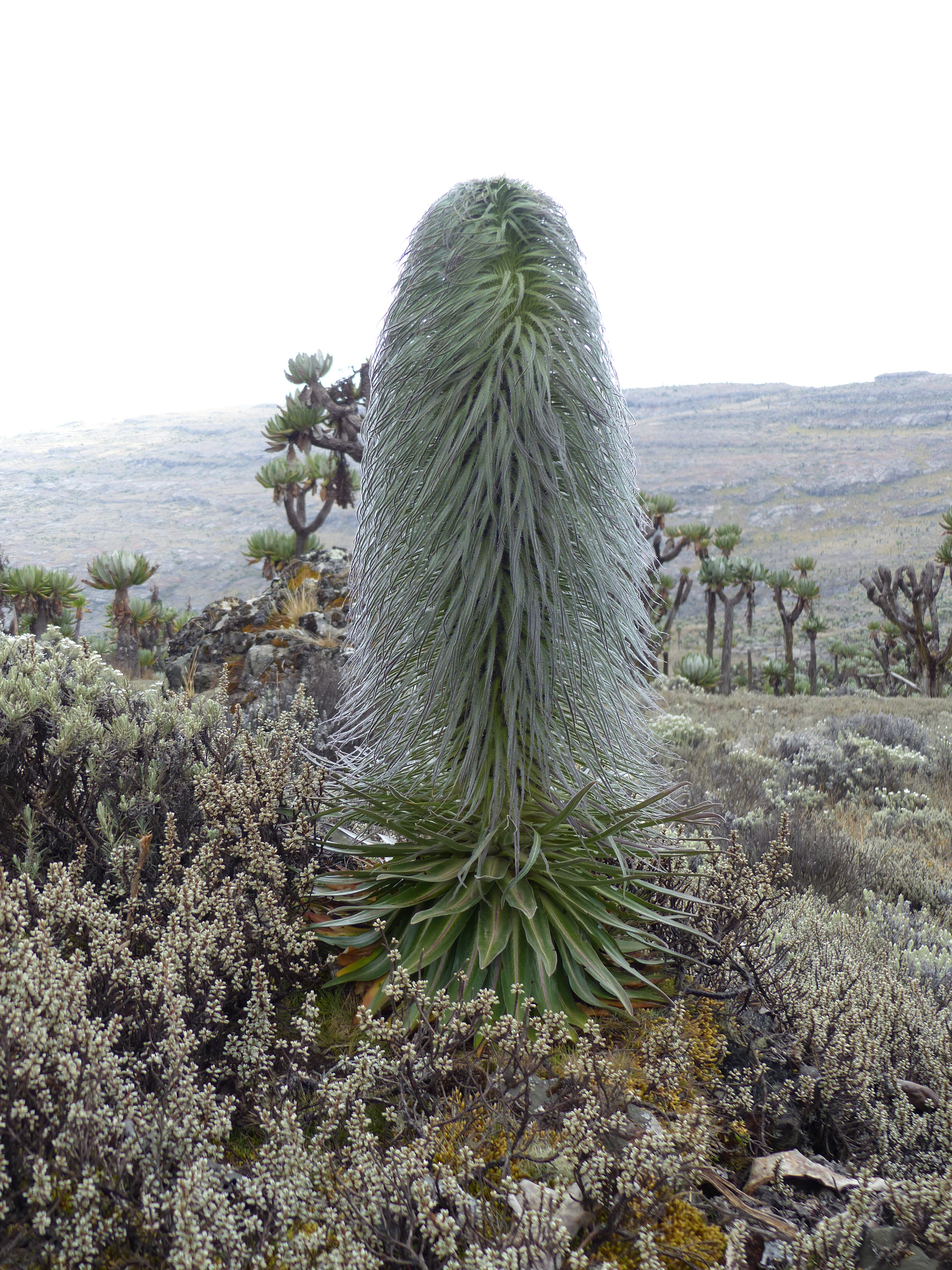
Lobelia gregoriana elgonensis

La vegetazione del Monte Elgon è stratificata altitudinalmente in quattro ampie zone:
- bosco misto montano fino a 2.500 m slm;
- foresta di bambù e foresta montana a baldacchino basso, da 2.500 a 3.000 m slm;
- brughiera montana alta, da 3.000 a 3.500 m slm;
- brughiera e zona alpina, sopra 3.500 m slm.

La zona più bassa è dominata da Olea capensis e Aningeria adolfi-friedericii classificandosi nella foresta di Olea-Podocarpus falcatus, una zona di Podocarpus spp. e Oldeania alpina, e la zona Hagenia abyssinica con brughiera gigante ad Erica arborea ed Erica trimera elgonensis. Le brughiere afro-alpine occupano le parti più alte della montagna, con erbe di tussock come Festuca pilgeri, torbiere di Carex runssoroensis, Dendrosenecio e Lobelie giganti. Prati boscosi aperti con Erythrina e Combretum coprono parte delle pendici nord-orientali più basse e asciutte.
Tra le piante alpine di rilievo spiccano: Dendrosenecio elgonensis, Lobelia gregoriana elgonensis, Lobelia cheranganiensis, Alchemilla elgonsis, Alchemilla microbetula e Helichrysum amblyphyllum, tutti endemici o quasi endemici del Monte Elgon.

## Fauna

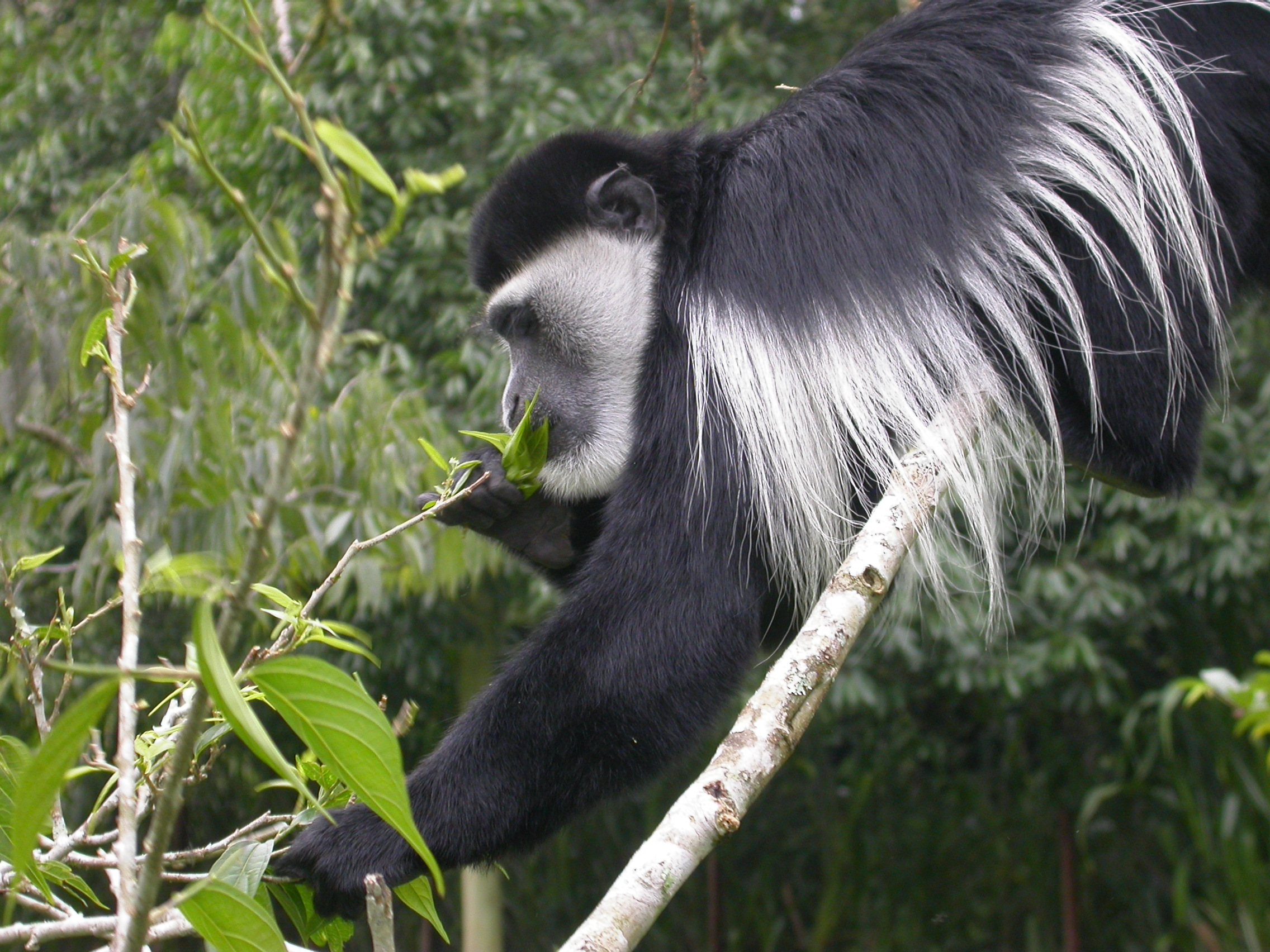
Colobus guereza

Il Monte Elgon ha una presenza altamente significativa di mammiferi: sono state censite 30 specie di toporagni e altri piccoli roditori e inoltre sono presenti una serie di mammiferi di taglia più tra cui varie specie di scimmie (Colobus guereza, Cercopithecus mitis e Cercopithecus neglectus), leopardi, elefanti, potamoceri, antilopi d'acqua e cefalofi.
Per quanto riguarda le specie più caratteristiche e/o a rischio, si segnalano il gatto dorato africano (Caracal aurata) (VU) che è stato registrato in questa foresta, l'elefante africano (Loxodonta africana) (VU) e il bongo (Tragelaphus eurycerus) (specie in declino e non comune in Kenya). Esiste una sottospecie endemica distintiva di Tragelaphus scriptus heterochrous e diversi piccoli mammiferi endemici, tra cui Crocidura elgonius, Tachyoryctes ruddi e Mus sorella. Sul lato ugandese è segnalata una popolazione relitta di Rhabdomys pumilio, conosciuta solo in Africa orientale sul Monte Elgon.

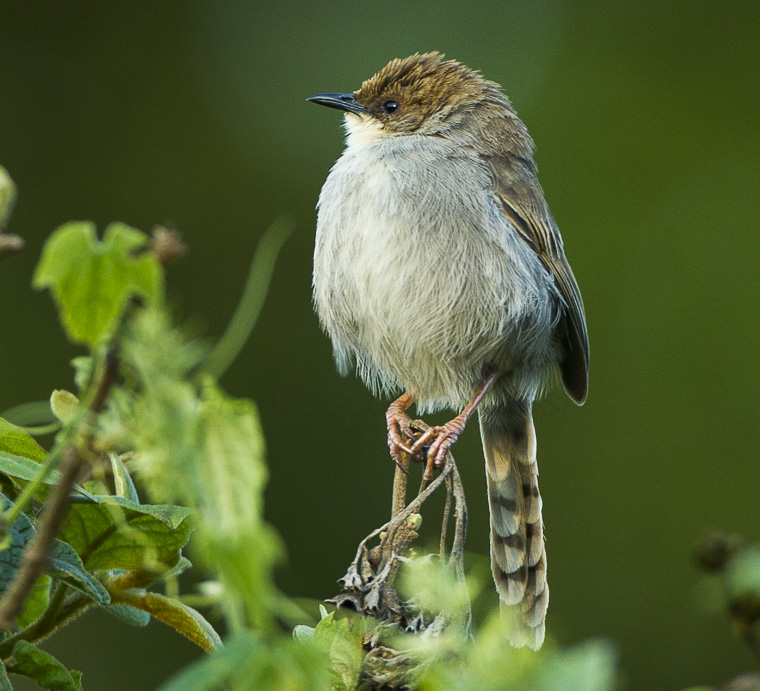
Cisticola hunteri

Il monte Elgon supporta una varietà di specie di uccelli normalmente associate ai massicci montuosi tropicali e alla gamma risultante di habitat.
Fra gli uccelli minacciati si segnalano l'unghialunga di Sharpe (Macronyx sharpei), che è locale e non comune nella brughiera (dove è stato registrato a 3.400 m). Altre specie a raggio limitato sono la cisticola di Hunter (Cisticola hunteri), che è comune sopra i 3.500 m, e il francolino di Jackson (Pternistis jacksoni). Le specie a rischio regionale includono Gypaetus barbatus, Stephanoaetus coronatus (residente in piccoli numeri), Scleroptila streptophora (molto scarso), Sarothrura affinis (scarso residente), Bubo capensis, Glaucidium tephronotum (non comune), Indicator conirostris (non comune), Phyllastrephus baumanni (può essere estinto nell'area), Kakamega poliothorax (può essere estinto nell'area), Cossypha polioptera (non comune) e Campephaga quiscalina (non comune). Sul lato ugandese esistono registrazioni isolate di una specie quasi minacciata, il falco delle Taita (Falco fasciinucha), che sono le uniche registrazioni confermate dall'Uganda.
Per quanto riguarda gli anfibi, la rana Arthroleptides dutoiti è stata descritta a partire da un esemplare raccolto dal fiume Koitobos sul Monte Elgon nel 1932. Successive ricerche nell'area non hanno dato risultati per cui si ritiene che la specie sia probabilmente estinta.
Tra gli invertebrati molto significativa è la presenza dei lepidotteri. Il Rapporto sulla biodiversità del 1996 ha censito 171 specie di farfalle e 71 specie di falene. Le specie Metisella trisignatus e Imbrasia belayneshae sono presenti in Uganda solo in questa foresta.

## Punti di interesse

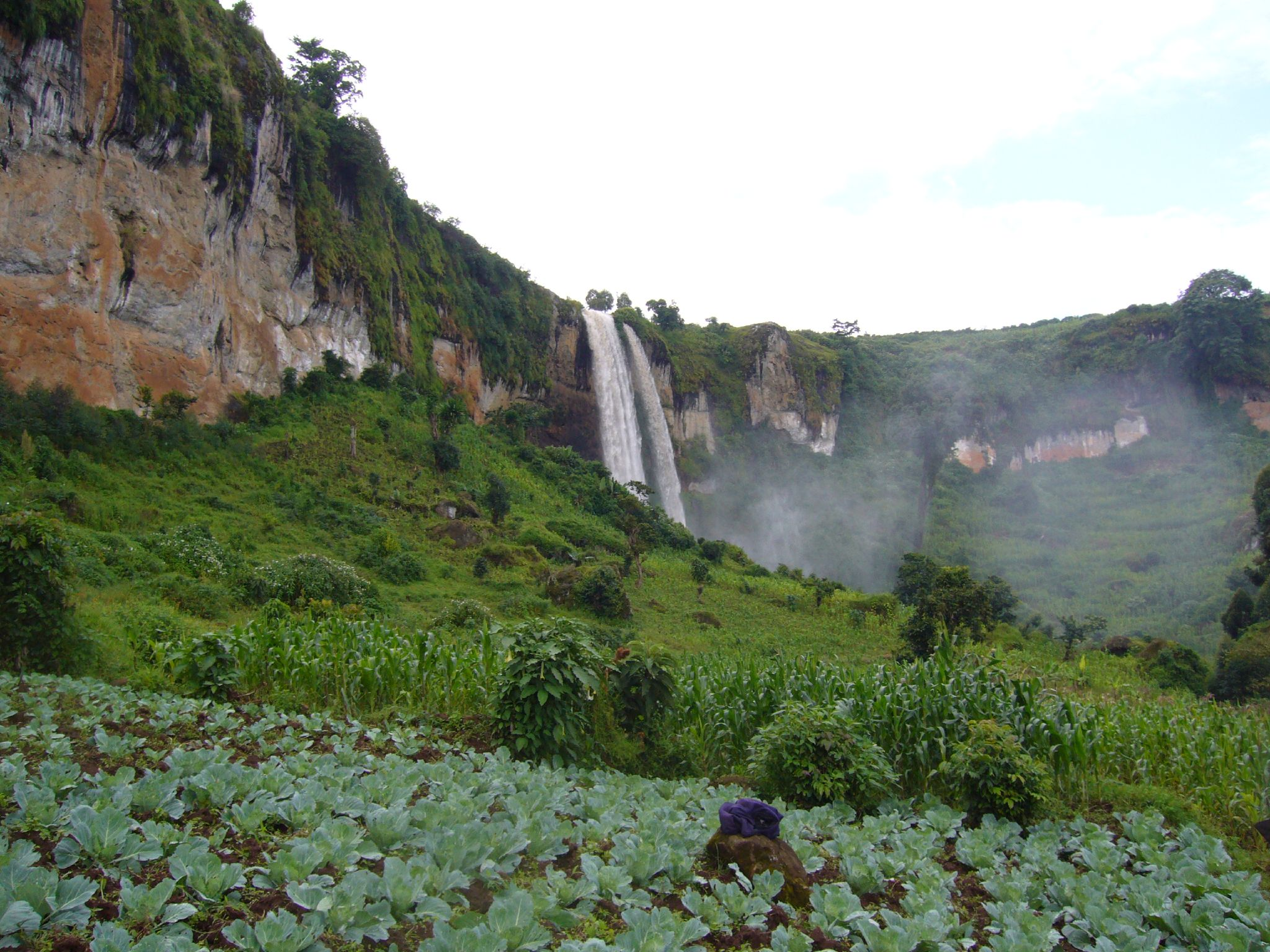
Cascate di Sipi

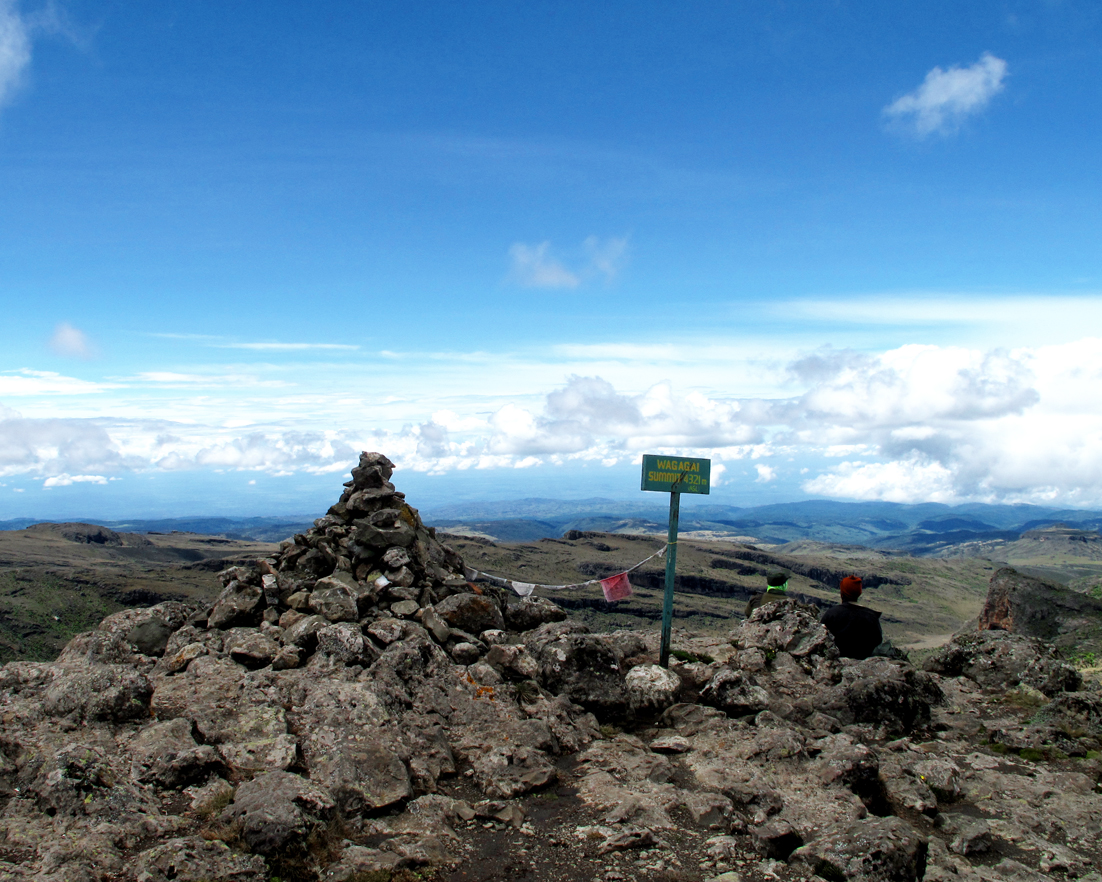
Cima Wagagai, il punto più alto del Monte Elgon

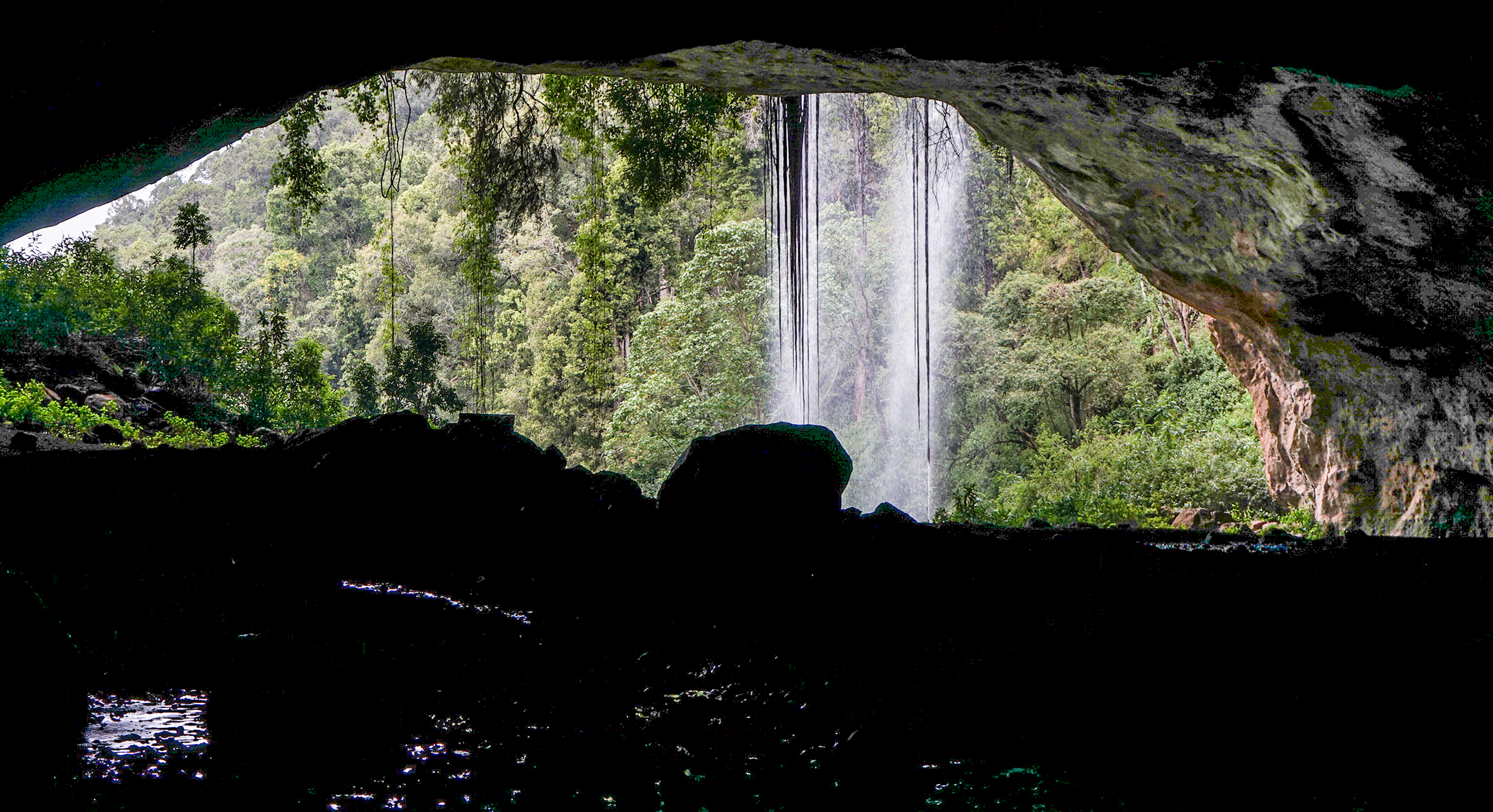
Grotta di Kitum

Il parco del monte Elgon offre, oltre alla possibilità di vedere un gran numero di animali e piante endemiche della regione, anche molti altri siti di interesse naturalistico.
In primo luogo occorre evidenziare che tutte le principali cime del monte Elgon possono essere raggiunte a piedi senza la necessita di disporre di una attrezzatura alpinistica, se non avere un buon allenamento alle camminate in montagna.
Ci sono una serie di percorsi, sia sul lato ugandese che kenyota, che permettono di raggiungere sia le vette principali, che altri siti di interesse. Fra questi i più noti sono:
- Sasa Trail: questo è il percorso più breve, ma anche più difficile, per raggiungere la cima Wagagai. Il percorso della durata di tre-quattro giorni, si trova tutto in territorio ugandese e inizia a Budadiri che può facilmente essere raggiunto dalla città di Mbale, anche con mezzi pubblici. Da Budadiri (circa 1.250 m.) si raggiunge Bumasola a circa 1.700 m., quindi si entra nel parco nazionale e dopo un breve percorso nella foresta si affronta il Mudangi Cliff (detto anche il "Muro della Morte") che viene superato tramite una serie di scale, rampe e passerelle attraverso le scogliere, quindi si attraversa un tratto di foresta di bamboo e si raggiunge il campo posto a Mude Cave a circa 3.500 m. Da qui con un percorso di circa 4 ore si giunge alla cima del Wagagai (4.321 m) da cui si gode una vista delle vallate del Kenya verso sud-est o dell'interno della caldera del monte Elgon verso nord. Lungo il percorso sono presenti varie piscine naturali.[18]
- Sipi Trail: questo è il percorso più lungo, 56 km andata e ritorno, ma più facile con una durata orientativa di quattro-sei giorni. Si trova tutto in territorio ugandese e inizia a 2.050 m. dal Kapkwai Forest Exploration Center, passa quindi attraverso il fianco nord-occidentale della montagna raggiungendo la Grotta Tutum (2.667 m.) e la grotta Kajeri (3.383 m.) per entrare nella caldera e raggiungere il campo a Mude Cave (3.500 m.) e quindi il picco di Wagagai. Nel ritorno da Mude Cave si può seguire il percorso Sasa, più breve ma più ripido, oppure discendere alle cascate Sipi e quindi tornare a Kapkwai.[18][19]
- Piswa Trail: questo percorso ha una lunghezza di andata e ritorno di 49 km e sono consigliati sei-sette giorni. Anche questo percorso si trova sul lato ugandese e risulta più lunga e meno ripido del percorso Sasa. Inizia dal villaggio di Kapkwata sul lato nord della montagna e attraversa la piantagione di legno tenero fino alla foresta di Podocarpus. È noto per la sua ricca fauna selvatica e viste spettacolari sulla pianura di Karamoja in Uganda e sulle colline di Nandi e Kapeguria in Kenya. Il sentiero Piswa attraversa anche le sorgenti calde sulla strada per la caldera e le cime.[18][20]
- Suam Trail: è un percorso meno utilizzato, ma che sta lentamente guadagnando popolarità. La salita può essere completata in tre-quattro giorni. Il percorso inizia nel villaggio di Suaum al valico di frontiera Kenya/Uganda e segue il fiume Suam attraverso la ripida e spettacolare gola di Suam fino alle sorgente termali sul lato est della caldera.[20][21]

Sul lato Kenyano della montagna, ad una altitudine di circa 2.400 m. si trovano cinque grotte: grotta di Kitum, grotta di Mackingeny, grotta di Ngwarisha, grotta di Chepnyalil, e grotta di Kiptoro. Queste grotte sono frequentate dagli elefanti che ne scavano le pareti ricche di minerali di sale per arricchire la loro dieta.